# Alejandro Grandi
Alejandro Grandi, vollständiger Name Alejandro Sergio Grandi Mathon, (* 22. August 1968 in Montevideo) ist ein ehemaliger uruguayischer Fußballspieler.

## Karriere

### Vereine
Der 1,81 Meter große Torhüter Grandi gehörte zu Beginn seiner Karriere mindestens von 1990 bis Ende 1992 der Mannschaft Bella Vistas an. In diesem Zeitraum gewannen die Montevideaner 1990 in der Primera División zum ersten und bislang einzigen Mal die uruguayische Meisterschaft. Anschließend spielte Grandi 1993 für den argentinischen Verein Club Atlético Huracán. Dort wurde er 14-mal in der Liga eingesetzt. In den Jahren 1994 und 1995 war er für Nacional Montevideo aktiv. 1996 folgte eine Karrierestation bei Huracán Buceo. Im ersten Halbjahr 1997 waren die Montevideo Wanderers sein Arbeitgeber. Sodann gehört Grandi bis Jahresende dem Kader des Club Olimpia an. Vom Klub aus der paraguayischen Hauptstadt Asunción wechselte er Anfang 1998 zum FC Cádiz. Bei den Spaniern debütierte er am 10. Mai 1998 in der Partie der Segunda División B gegen Manchego. In jener Spielzeit 1997/98 lief er für den Verein zweimal in der Liga sowie in den beiden Relegationsspielen um den Aufstieg auf. In der Folgesaison kam er sechsmal in der Liga und dreimal in der Copa del Rey zum Einsatz. Sein letzter Einsatz datiert vom 18. Oktober 1998 gegen Betis Sevilla B. Somit stehen für ihn beim Klub aus der gleichnamigen andalusischen Stadt insgesamt acht Drittligaeinsätze zu Buche. 1999 kehrte Grandi zu den Montevideo Wanderers zurück. Anfang 2000 verpflichtete ihn River Plate Montevideo. Beim in Montevideo ansässigen Klub absolvierte er in jenem Jahr 31 Ligabegegnungen. Nach zwei weiteren Jahren in Reihen der Wanderers schloss er seine Profikarriere 1994 bei Liverpool Montevideo ab.

### Erfolge
- Uruguayischer Meister: 1990